# 今井メロ
今井 メロ（いまい メロ、1987年10月26日 - ）は、日本のスノーボードハーフパイプ選手、タレント、AV女優である。本名は今井 夢露（読み同じ）、旧姓は成田（なりた）。
身長:156cm。スリーサイズB:89cm（Fカップ）・W:63cm・H:88cm。
大阪市住之江区出身。血液型はO型。父はスノーボードコーチの成田隆史、兄は元スノーボード選手の成田童夢（どうむ）、弟は障害者スポーツ選手の成田緑夢（ぐりむ）。芸能事務所グリントエンターテインメント所属。

## 来歴
幼少時にモーグル選手としても全日本に参戦し、12歳で史上最年少プロスノーボーダーに認定される。大阪市立加賀屋中学校卒業後、スノーボードに専念するため高校には進学せず、冬は主に長野県で練習してきた。
2001年の秋田ワールドゲームズでは選手宣誓を務め、ウェイクボードで優勝。スノーボードでは2002年に世界ジュニア選手権を制覇すると、2004-05シーズンで種目別総合優勝を決め、2006年2月開催のトリノオリンピック出場を決める。空中で横に一回転半、縦に二回転するオリジナル技「メロウ720（メロウ・セブン）」を得意とする。
2005年9月にスポンサー契約、指導方法の違いなどから成田隆史代表の「夢くらぶ」から離脱。本名も「成田夢露」から親権を持つ母親の多美江（隆史とは離婚）の苗字である今井姓とし「今井夢露」に改名。全日本スキー連盟への登録名をカタカナ表記の「今井メロ」とする。用具スポンサーはkissmarkから、2005年にロシニョールへ。
2006年にはトリノオリンピックにスノーボードハーフパイプに日本代表選手として参加。トリノオリンピック前にはメディアの前でオリジナルのラップ『夢』を披露し、意気を上げた。しかし競技二本とも転倒のため1本目7.2点、2本目1.4点（いずれも50点満点中）で予選敗退。
2007年3月10日に岐阜県郡上市の高鷲スノーパークで開催された全日本選手権のハーフパイプに出場。成績は4位。
2008年7月25日にぶんか社より初のイメージDVD『mellow メロウ』が発売された。
2010年8月15日に自身のブログにて結婚と男児を出産していたことを報告。兄成田童夢のブログでも、今井の結婚と出産について触れた。当時の夫は1歳年下の一般男性（のちに離婚）。
2011年9月26日付の自身のブログにて、2度目の夫（2012年8月に離婚）との子供となる第二子を妊娠（翌年2月出産予定）していたことを報告。同年11月、胎児は双子であるがそのうちのひとりは上半身のない無心体である事、切迫早産である事を綴っていた。11月10日付けの公式ブログにて、緊急帝王切開手術で女児を出産した事を報告した。予定日よりも3か月早い妊娠7か月での出産であり、1000gに満たない未熟児であった。
同年12月13日のブログにて、第二子出産前に流産と子宮頸癌を経験していたことを明かした。
同年12月20日、『女性自身』の取材に対し、NICUに入院中の第二子について、病院側から母乳の提供を催促されたとき以外は面会に行っていないことを認め、経済的に逼迫した生活のなか、交通費を捻出するだけでも負担が大きいので週に1回面会に出向くだけで精一杯であることを告白した。
2012年9月19日、2度目の夫と同年8月に離婚したことと、自叙伝出版の発表会見を開く。著書において、先述の離婚の他に、「オリンピックで惨敗した18歳の時に引きこもりになり、その後キャバクラのホステスに転身した」こと、「ホスト遊びで金遣いが荒くなり、競技時代の貯金を使い果たしたため、大阪・ミナミのラウンジで働いていた時に、同僚からの紹介でデリバリーヘルスに短期間勤務して15万円ほどを稼いだ」ことや、リストカット、強姦被害、人工妊娠中絶、整形手術を受けた経験や、2歳の男児と10カ月の女児を育てる中、2011年9月から2012年4月までの8カ月間に渡り、生活保護を受給していたことなどを告白した。
2013年4月4日、写真集「Mellow Style」で自身初のヘアヌードを披露した。その後もヘアヌードDVDを数本リリースしている。
2017年3月13日に岐阜県で行われた第35回JSBA全日本スノーボード選手権大会のハーフパイプ種目で優勝。大会直前の4日間の練習で優勝した。今後はスノーボードの世界に戻るため、スノーボード指導員免許取得を目指しており、この大会の優勝で自分の力は示せたとインタビューで語った。
2017年5月1日 MUTEKIよりAVデビュー。
2021年7月31日 新型コロナウイルスに感染。

## 主な成績
- 2001年 全日本スキー選手権大会スノーボード競技 優勝
- 2002年 世界ジュニア選手権 優勝
- 2004年 全日本スキー選手権大会スノーボード競技 優勝
- 2005年2月 スノーボード・ワールドカップ韓国・星宇大会 優勝
- 2005年3月 ワールドカップ・レークプラシッド大会 3位
- 2004 - 05シーズン　ワールドカップ種目別 総合優勝
- 2005年10月 ワールドカップザースフェー大会 優勝
- 2006年2月 トリノオリンピック 34位
- 2008年2月 高鷲カップ 優勝
- 2017年3月 第35回JSBA全日本スノーボード選手権大会優勝（11年ぶりのスーパーパイプ出場）[9]

## 出演

### テレビドラマ
- 牙狼〈GARO〉-GOLDSTORM- 翔 第13話（2015年7月10日、テレビ東京） - 妖艶な女性 役

### バラエティ
- ヨソで言わんとい亭〜ココだけの話が聞ける（秘）料亭〜（2016年5月27日、テレビ東京）
- 金曜プレミアム・キテレツ人生！（2017年11月3日、フジテレビ）[10]

### ウェブテレビ
- リアル人生すごろく（2016年7月23日、AbemaTV）- すごろくモデル[11]

## 著書・作品
- 泣いて、病んで、でも笑って（2012年9月21日、双葉社）[12]ISBN 978-4575304565

### 写真集
- Mellow Style（2013年4月4日、講談社、撮影：西田幸樹）ISBN 978-4063528381
- MELODIOUS（2015年12月25日、彩文館出版、撮影：野川イサム）ISBN 978-4775605721

### DVD

#### イメージビデオ
- mellow メロウ (2008年7月25日、ぶんか社)[3]
- mellow Style (2014年3月28日、キングダム) [13]
- I'v been mellow  (2014年5月30日、キングダム)
- mellow juice (2014年7月18日、キングダム)
- mellow time（2014年9月26日、キングダム）
- mellow love（2014年11月28、キングダム）
- mellow world（2015年1月16日、キングダム）[14]
- トリノの女神（2015年3月20日、キングダム）
- Hなアスリート（2015年5月22日、キングダム）
- クライマックス（2016年6月17日、キングダム）
- mellow special（2015年7月24日、キングダム）
- mellow feeling（2016年8月26日、キングダム）
- mellow scandal（2015年9月11日、キングダム）
- MACAU（2016年10月28日、キングダム）
- Pheromone（2016年12月30日、キングダム）
- 今井メロ / Reincarnation（2017年9月8日、キングダム）
- mellow kiss（2017年11月10日、キングダム）
- mellow body（2018年1月31日、キングダム）[15]
- 夢の城（2018年5月31日、キングダム）
- mellow peach（2018年7月31日、キングダム）
- This is me（2018年9月28日、キングダム）
- mellow charming（2018年11月30日、キングダム）

#### アダルトビデオ
- snow drop  (2017年5月1日、MUTEKI)
- SNOW OUT 今井メロ (2017年6月1日、MUTEKI)